# HMS Viceroy (D91)
«Вайсрой» (англ. HMS Viceroy (D91) — військовий корабель, ескадрений міноносець «Торнікрофт» типу «V» Королівського військово-морського флоту Великої Британії за часів Першої та Другої світових війн.
«Вайсрой» був закладений 15 грудня 1916 року на верфі компанії John I. Thornycroft & Company Limited у Вулстоні. 17 листопада 1917 року він був спущений на воду, а 5 лютого 1918 року увійшов до складу Королівських ВМС Великої Британії.
Корабель брав участь у бойових діях на морі в Першій та Другій світових війнах. У роки Другої світової переважно бився в Атлантиці, на Середземному морі, біля берегів Франції, Англії та Африки. 16 квітня 1945 року атакою глибинними бомбами потопив німецький підводний човен U-1274 поблизу Ньюкасл-апон-Тайн. За проявлену мужність та стійкість у боях удостоєний двох бойових відзнак.

## Історія служби

### Міжвоєнний час
31 серпня 1921 року «Вайсрой» приєднався до легких крейсерів «Каледон», «Кастор», «Корделіа» та «Кюрасоа» й есмінців «Вектіс», «Венеція», «Ванквішер», «Вайолент», «Віконт», «Вінчелсі» та «Волфхаунд» у морському поході по Балтійському морю. Британські кораблі пройшли Північне море, канал Кайзера Вільгельма, й увійшли до Балтики, потім відвідали Данциг у Вільному місті Данциг; Мемель у Клайпедському краї; Лієпаю та Ригу в Латвії, столицю Естонії Таллінн, Гельсінкі, Фінляндія; Стокгольм, Швеція; Копенгаген, Данія; Гетеборг, Швеція; і Крістіанія, Норвегія, перед тим, як 15 жовтня 1921 року повернутися через Північне море і закінчити похід у порту Едгар, Шотландія.

### 1941
25 березня 1941 року «Вайсрой» вийшов з іншими британськими кораблями на забезпечення конвою WS 7.

### 1945
16 квітня 1945 року «Вайсрой» супроводжував конвой FS 1874 біля Сандерленда, коли німецький підводний човен U-1274 атакував, торпедував і потопив танкер «Ательдуке». Британський есмінець провів контратаку, залишивши U-1274 нерухомим на дні Північного моря на північ від Ньюкасла-апон-Тайна. Але, до кінця не було ясно, чи був U-1274 потоплений, тому 24 квітня «Вайсрой» повернувся на місце події, знайшов U-1274 там же, на морському дні, і скинув ще глибинні бомби на ворожий підводний човен. Серед уламків, що спливли на поверхню моря, екіпаж «Віцероя» дістав з води коньяк, який знаходився на борту U-1274, і побудував для нього презентаційний футляр. Перший морський лорд, адмірал флоту Ендрю Браун Каннінгем, направив його прем'єр-міністру Вінстону Черчиллю, який у записці від 12 травня 1945 р. висловив подяку адміралу Каннінгему та екіпажу «Віцероя» за «цікавий сувенір» та поздоровлення за перемогу.